# Progetto Grande Scimmia

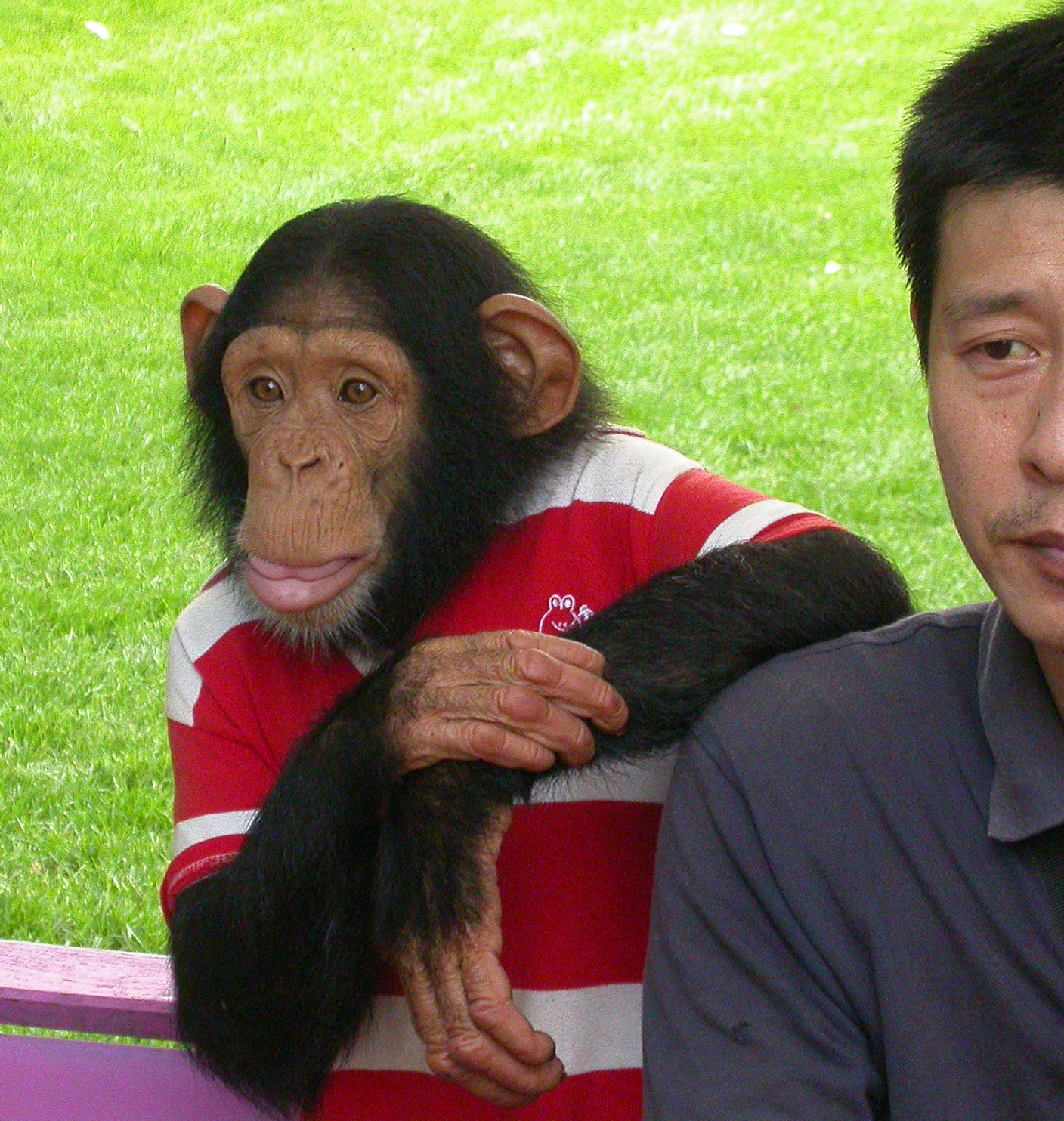

Il Progetto Grande Scimmia (in inglese Great Ape Project) è un'associazione internazionale che si propone di ottenere, da parte dell'Organizzazione delle Nazioni Unite, una Dichiarazione dei Diritti delle Grandi Scimmie che estenda a tutte le grandi scimmie (quindi a tutti i Primati appartenenti alla stessa famiglia della specie Umana, ovvero Bonobo, Scimpanzé, Gorilla e Orango), alcuni dei diritti già riconosciuti all'Uomo, come il diritto alla vita, alla protezione della libertà individuale e alla protezione dalla tortura. Il progetto si occupa anche di tenere sotto controllo la popolazione delle grandi scimmie in diverse zone del mondo (per esempio gli Stati Uniti d'America), riproponendosi di verificare la liberazione di tutte le grandi scimmie in cattività (molte delle quali sono utilizzate nella ricerca biomedica) nel caso in cui questa divenisse obbligatoria per legge.

## Dichiarazione dei Diritti delle Grandi Scimmie
La Dichiarazione dei Diritti delle Grandi Scimmie si propone di garantire i seguenti diritti:
1. Diritto alla vita
La vita di tutte le Grandi Scimmie deve essere protetta. Gli individui non possono essere uccisi, con l'eccezione di situazioni molto specifiche, come l'autodifesa.
2. Protezione della libertà individuale
Le Grandi Scimmie non possono essere private, in modo arbitrario, dalla loro libertà. Esse hanno il diritto di vivere nel loro habitat. Le Grandi Scimmie che vivono in cattività hanno il diritto di vivere con dignità, in ampi spazi, di avere contatti con gli altri individui della loro specie per formare delle famiglie e devono essere protette dallo sfruttamento commerciale.
3. Proibizione della tortura
L'imposizione intenzionale di intenso dolore, fisico o psicologico, alle Grandi Scimmie, senza alcuna ragione o senza altri benefici per loro, è considerata una forma di tortura ed è un'offesa da cui devono essere protette.

## Contributori del progetto
Gli obiettivi e la filosofia del Progetto, in gran parte derivati dal movimento in favore dei diritti degli animali, sono presentati nel libro Il Progetto Grande Scimmia (Great Ape Project, 1993), a cura dei filosofi Paola Cavalieri e Peter Singer. Fra gli autori che si pronunciano a favore del progetto nel libro compaiono Jane Goodall, Richard Dawkins e Douglas Adams. Alcuni dei saggi che compongono il libro sono di primatologi e psicologi che presentano risultati che dimostrerebbero la capacità delle grandi scimmie di esprimere razionalità e autocoscienza, e la loro consapevolezza di sé come esseri distinti e dotati di un futuro e di un passato. Su considerazioni di questo tipo si basano altri contributi di natura filosofica ed etica, che derivano da tali premesse la necessità di adottare un comportamento etico nei confronti di questi parenti stretti dell'uomo.

## Posizioni politiche sul progetto
Nel 2000 la Nuova Zelanda ha aderito al progetto inserendo all'interno della legge sul benessere animale (Animal Welfare Act) il riconoscimento del diritto alla vita, alla protezione della libertà individuale e alla protezione dalla tortura per le Grandi Scimmie.
Nel 2006 il Primo Ministro spagnolo Zapatero ha dato il via a un progetto che potrebbe portare la Spagna a riconoscere, a livello legislativo, i diritti delle Grandi Scimmie previsti dal Progetto Grandi Scimmie.
Nel 2007 le Baleari hanno riconosciuto alcuni diritti alle grandi scimmie.
Nel 2014 l'Argentina, attraverso una sentenza della Corte di cassazione, ha riconosciuto ad una orango l'habeas corpus (che impone all'autorità pubblica di dare conto della detenzione di una persona) riconoscendole, quindi, lo status di soggetto di diritto in opposizione alla concezione tradizionale in cui gli animali non umani sono considerati solamente oggetti di proprietà privata e dunque privi dei diritti riconosciuti alle persone fisiche o giuridiche.